# Jamalski poluotok
Jamalski poluotok (rus. Ямaл) je poluotok u sjeverozapadnom Sibiru (Karsko more), u Jamalskonenečkom autonomnom okrugu Rusije. Jamalski poluotok obuhvaća 122 000 km². Najviši dijelovi ne prelaze 90 metara. Pretežno pod tundrom. Mnoga su jezera. Uzgoj sobova i ribolov. Ležišta prirodnoga plina (oko 1/5 ruskih rezervi) i nafte. Na jugoistoku, na obali Obskoga zaljeva, nalazi se luka Novij Port (rus. Novyj Port), a na istoku luka Sabetta.

## Sabetta
Sabetta je luka na poluotoku Jamal, u sjevernoj Rusiji, koja je sagrađena u sklopu Jamal LNG projekta. Nalazi se na zapadnoj obali estuarija rijeke Ob. U blizini je Južno-Tambejsko nalazište prirodnog plina, za čiju svrhu je i izgrađena.

## Jamal LNG projekt
Jamal LNG projekt je projekt koji se izvodi u mjestu Sabetta, na poluotoku Jamal, u Rusiji. Rusija i francuska naftna tvrtka Total zajedno će uložiti 38 milijardi američkih dolara u projekt ukapljenog prirodnog plina na Arktiku, objavio je 2011. ruski premijer Vladimir Putin. Projekt obuhvaća izgradnju terminala za ukapljivanje plina na poluotoku Jamal do 2018. nakon čega će Francuska s njega moći dobivati 15,5 milijuna tona godišnje ukapljenog prirodnog plina ili LNG-a, koji se vadi iz Južno-Tambejskog nalazišta prirodnog plina. Prije objave informacije o zajedničkom ulaganju, ruska vlada je odobrila da Total kupi 20,5% udjela u tvrtki Yamal SPG koja razvija projekt. Očekuje se da će prvo postrojenje za ukapljivanje plinova početi s radom krajem 2017., a puni rad postrojenja se očekuje 2021. 
Planirano je da se na Jamalu u 4 godine sagradi postrojenje za ukapljivanje plina. Ukupne rezerve plina na Jamalu i priobalnim vodama procjenjuju se na 1 250 milijardi m3. Isto tako, procjenjuje se da će Rusija u idućih 25 godina investirati do 250 milijardi američkih dolara za puni razvoj proizvodnje na Jamalu i oko njega.
Najveća kineska naftna i plinska tvrtka CNPC preuzima ključnu ulogu u razvoju ruskog arktičkog plinskog projekta na Jamalu od 2014. CNPC je od ranije imao 20% udjela u projektu, a sada je, nakon potpisivanja 30-godišnjeg plinskog ugovora s ruskim plinskim divom Gazpromom, isti ugovor potpisan i s drugom ruskom plinskom tvrtkom Novatek o povećanju uloge u projektu na Jamalu. Kineska se tvrtka obavezala i godišnje uvoziti 3 milijuna tona ukapljenog prirodnog plina (LNG) s Jamala. Novatek je također potpisao i sporazum s Kineskom razvojnom bankom (CDB) za financiranje tog projekta. U sklopu Jamal LNG projekta gradi se luka Sabetta, kao i aerodrom Sabetta. U gradnji je i termoelektrana koja će imati snagu 282 MW, a očekuje se da će početi raditi 2018. Najveći uvoznik prirodnog plina bit će Kina, a prijevoz će se obavljati Sjevernim morskim putem. Dogovorena je gradnja 16 tankera ledolomaca za te potrebe. 
Projekt se nalazi u zajedničom vlasništvu Rusije, Francuske i Kine. Ruska tvrtka Novatek upravlja s 50,1% dionica, francuska tvrtka Total S.A. 20%, kineska naftna i plinska tvrtka China National Petroleum Corporation 20% i kineski Fond Puta svile 9,9%. Prema izvješćima, neke kineske banke još uvijek pregovaraju o uključivanju u projekt kao financijeri.